# 나를 더 사랑하는 법
나를 더 사랑하는 법(Learning to love you more)은 월드 와이드 웹 상에서 이루어진 크라우드 소싱 예술 프로젝트이다. ‘누구나 예술가가 될 수 있다’ 라는 생각을 모티프로 시작된 프로젝트는 일반 대중을 대상으로 하며, 복잡한 절차 없이 누구든 참여할 수 있다. 프로젝트의 참가자들은 나를 더 사랑하는 법 공식 홈페이지 ()에 적혀있는 과제 목록을 보고, 간단하지만 구체적인 지시에 따라 과제를 수행하여 그 결과물을 사진, 텍스트, 비디오 등의 매체로 만들어 보낸다. 이러한 작업물들은 공식 홈페이지에 게시되어 모두에게 공유된다. 
나를 더 사랑하는 법 프로젝트는 2002년 미란다 줄라이과 해럴 플래쳐에 의해 시작되었다. 두 사람은 '나를 더 사랑하는 법 Learning To Love You More'이라는 웹사이트를 만들고, 자기 자신과 일상을 돌아보게 만드는 과제들을 하나 둘 올리기 시작했다.  2009년 5월 미란다 줄라이와 해럴 플래쳐가 “작별 인사하기(Say Goodbye)” 라는 마지막 과제를 게시하여 프로젝트를 마무리하기 전까지 , 국적, 나이, 성별, 직업을 초월한 사람들이 5,000여 개의 답변을 보내왔다. 쌍방향 소통이 가능한 월드 와이드 웹의 속성상 프로젝트 이야기가 퍼지면서 끊임없이 과제 결과물들이 올라왔다.
이러한 과제들은 사람들이 참여하는 예술활동인 동시에 참여자가 과제를 수행하면서 자신을돌아볼 수 있게 한다. 그리고 웹공간을 통해 자신의 일상을 다른 사람과 공유하고 다른 사람에 의해 재연되는 모습을 보면서 일상이 예술로 승화되는 초현실적인 경험을 하게 된다. 이를 통해 자기 자신을 제대로 들여다보고 마음껏 사랑하는 법을 하나 둘 알아가기 시작한 것이다. 이러한 장치는 '과제'라는 형식을 통해 사람들이 마음을 열고, 스스로의 생각과 일상을 솔직하게 공개할 수 있도록 해주었다.
사람들의 호응과 공감에 힘입어 과제 결과물들을 모아 뉴욕 휘트니 미술관, 휴스턴의 오로라 픽처 쇼 등에 전시를 하기도 했으며, 세계 각국에서 책으로 출간하였다.

## 과제 목록
과제 1: 유아복을 성인 사이즈로 만들어보기 
과제 2: 이웃 사람들의 노래나 연주를 녹취해보기 
과제 3: 어린 아이에 대한 다큐멘터리 만들어보기 
과제 4: 연속강의 시작해보기 
과제 5: 누군가 옛날에 사용했던 물건 만들어보기 
과제 6: 그림자를 이용해 포스터 만들어보기 
과제 7: 3분짜리 <프레시 에어> 인터뷰 재연해보기 
과제 8: 좋아하는 작가의 작품을 공공장소에 전시해보기 
과제 9: 누군가의 주근깨나 점을 연결해 별자리 그리기 
과제 10: 자신의 하루를 전단지로 만들어보기 
과제 11: 상처를 사진으로 찍고 그것에 관해 이야기해보기 
과제 12: 모건 로재키의 이웃 사람 중 한 명을 골라 일회용 문신 그려보기 
과제 13: 범죄가 일어난 후의 순간 재연해보기 
과제 14: 지금까지 살아온 이야기를 써보기 
과제 15: 주차장에 있는 나무에 풍경 달아보기 
과제 16: 종이로 침대 모형 만들어보기 
과제 17: 자신만의 명상법을 오디오 가이드로 만들어보기 
과제 18: 십대 시절 간직했던 포스터 다시 만들어보기 
과제 19: 폴 아렌스마이어의 인생 이야기에 나오는 한 장면이나 물건 중 하나를 골라 그려보기 
과제 20: 두 가족의 합동가족사진 찍어보기 
과제 21: 스티브의 흉상 만들어보기 
과제 22: 로라 라크의 인생 이야기 중 한 장면을 재연해보기 
과제 23: 이 스냅사진을 그대로 따라 해보기 
과제 24: 따라 불러보기 
과제 25: 누군가 춤추는 모습을 촬영해보기 
과제 26: 모나가 크로셰 뜨개질로 만들 수 있는 옷 디자인해보기 
과제 27: 태양을 사진에 담기 
과제 28: 사진 앨범 편집해보기 
과제 29: 합창곡 녹음해보기 
과제 30: 낯선 사람들에게 손을 잡게 한 뒤 그 모습을 사진에 담기 
과제 31: 죽음을 앞둔 사람과 시간 보내기 
과제 32: 나를 울렸던 영화의 한 장면 그려보기 
과제 33: 다른 사람 머리 땋아주기 
과제 34: 항의 팻말을 만들고 시위하기 
과제 35: 내가 뭘 하고 다니는 것 같은지 가족에게 물어보기 
과제 36: 남들이 생각하지 못한 장소에 정원 만들어보기 
과제 37: 최근에 했던 말다툼 적어보기 
과제 38: 누군가 말다툼하는 모습을 연기해보기 
과제 39: 부모님이 키스하는 모습 사진 찍기 
과제 40: 자가 처방전 만들어보기 
과제 41: 머리카락이 빠진 부분 사진 찍기 
과제 42: 1984년에 일어난 5대 사건 기록해보기 
과제 43: 부모님 댁에 있는 작품들로 전시회 해보기 
과제 44: <나를 더 사랑하는 법> 과제 만들어보기 
과제 45: 5학년 때 가장 좋아했던 책 다시 읽어보기 
과제 46: 레이몬드 카버의「성당」그려보기 
과제 47: 누군가를 울렸던 영화의 한 장면 재연해보기 
과제 48: 세상에서 가장 슬픈 노래 만들어보기 
과제 49: 친구의 친구 그려보기 
과제 50: 플래시를 터뜨린 채 침대 아래 사진 찍기 
과제 51: 죽은 뒤 자신의 시신을 어떻게 처리하고 싶은지 설명해보기 
과제 52: 하고 싶은 전화 통화 내용 써보기 
과제 53: 과거의 자신에게 충고하기 
과제 54: 뉴스를 그림으로 그려보기 
과제 55: 중요한 날 입었던 옷을 사진으로 찍어보기 
과제 56: 친구가 갖고 싶어 하는 물건 목록 만들어보기 
과제 57: 수줍음 많은 이웃이 부른 가스 브룩스의 노래 립싱크하기 
과제 58: 잠을 방해하는 소음 녹음해보기 
과제 59: 전쟁을 겪은 사람과 인터뷰해보기 
과제 60: 일상생활에서 일어난 일들을 보도자료처럼 써보기 
과제 61: 당신이 꿈꾸는 이상적인 정부에 대해 이야기해보기 
과제 62: 교육적인 내용의 공공 게시물 만들어보기 
과제 63: 응원의 게시물 만들기

## 도서
대중이 수행한 과제를 공식 홈페이지에 게시하는 것에서 그치지 않고, 2007년 9월 PrestelPub 출판사에서 《Learning to Love You More》이라는 제목의 책이 출판되었다. 이는 프로젝트의 과제를 소개하고, 홈페이지에 게시된 예술 프로젝트의 이미지와 텍스트를 엮은 것이다. 63개의 과제 목록 중 41개의 과제 결과물이 책에 수록되어 있다. 
2009년  《Learning to Love You More》은 한국어로 번역되어 《나를 더 사랑하는 법- 우리를 특별하게 만드는 일상의 재발견》이라는 제목으로 앨리스 출판사에서 출판되었다. 김지은 아나운서에 의해 번역되었다.  김지은은 원서를 번역하는 것에 그치지 않고 대한민국에서도 나를 더 사랑하는 법 프로젝트를 진행하였으며 그 결과물을 책에 담았다.  

## 한국 프로젝트
《Learning to Love You More》의 한국 프로젝트는 김지은 아나운서에 의해  《나를 더 사랑하는 법》이라는 이름으로 2009년 시작되었다. 원서에서 제시된 63개의 과제 외에 15개의 과제를 추가하였으며, 30일 동안 600여개의 답변이 올라왔다. 

### 한국 프로젝트 과제 목록
과제 1: 휴대폰에 늘 간직하고 있는 문자 메시지나 사진에 대해 이야기해보기  
과제 2: 요즘 빠져 있는 일에 대해 이야기해보기  
과제 3: 해보고 싶은 가상의 메신저 대화나, 인상적인 대화명 떠올려보기  
과제 4: 응원의 말을 담은 게시물을 만들어 공공장소에 설치해보기  
과제 5: 주변에서 빨간색을 찾아 사진으로 찍고, 그것에 대해 이야기해보기  
과제 6: 소중한 사람에게 만들어주었던 도시락, 또는 잊을 수 없는 도시락에 대해 이야기 나눠보기 
과제 7: 늘 다니는, 나만의 길에 대한 이야기 들려주기  
과제 8: 낯선 사람들과 함께 사진을 찍어보고, 그 사람들에 관해 이야기해보기  
과제 9: 일상의 작은 변화 전후를 비교해보고, 무엇이 달라졌는지 설명해보기  
과제 10: 좋아하는 예술작품을 따라 해보거나, 경의를 표현해보기  
과제 11: 중요한 날 입었던 옷이나 기억 떠올려보기  
과제 12: 어제의 나, 버리고 싶은 습관에 작별 인사해보기  
과제 13: 하고 싶었지만, 할 수 없었던 말 다시 해보기  
과제 14: 오늘 하루도 애쓴 나의 몸과 옛 상처에 말 걸어보기  
과제 15: 세상을 떠날 때 남기고 싶은 사진이나 말 생각해보기 